# نیکاراگوئه
نیکاراگوئه (به اسپانیایی: Nicaragua) با نام رسمی جمهوری نیکاراگوئه (به اسپانیایی: República de Nicaragua) یکی از کشور های واقع در آمریکای مرکزی است. پایتخت آن ماناگوآ می‌باشد. نیکاراگوئه از نظر مساحت بزرگ‌ترین کشور آمریکای مرکزی است.
نیکاراگوئه از شمال با هندوراس و از جنوب با کاستاریکا همسایه است. در ساحل شرقی آن دریای کارائیب و در ساحل غربی آن اقیانوس آرام قرار دارد.
جمعیت نیکاراگوئه ۶٬۲۲۳٬۰۰۰ نفر و واحد پول آن کوردوبا نیکاراگوئه است. نیکاراگوئه کشوری با تنوع نژادی است که زبان رسمی آن اسپانیایی می‌باشد. ۶۹ درصد از جمعیت آن مستیزو «دورگه سرخ‌پوست و سفیدپوست»، ۱۷ درصد سفیدپوست، ۵ درصد سرخ‌پوست و نه درصد سیاه‌پوست هستند.
نیکاراگوئه مذهب رسمی ندارد اما بیشتر مردم آن پیرو شاخهٔ کاتولیک رومی از دین مسیحیت هستند. تنوع زیست جانوری، آب‌وهوای گرمسیری و آتشفشان‌های فعال، باعث افزایش سفر گردشگران به نیکاراگوئه شده‌است.
امپراتوری اسپانیا در سدهٔ شانزدهم این منطقه را تسخیر کرد و نیکاراگوئه در سال ۱۸۲۱ از اسپانیا استقلال یافت. از زمان استقلال آن، نیکاراگوئه دستخوش دوره‌هایی از ناآرامی‌های سیاسی، دخالت نظامی از سوی ایالات متحده، دیکتاتوری، و بحران مالی شد که این رویدادها از علل اساسی وقوع انقلاب نیکاراگوئه در دهه‌های ۱۹۶۰ و ۱۹۷۰ بودند. پیش از انقلاب، نیکاراگوئه یکی از ثروتمندترین و پیشرفته‌ترین کشورهای آمریکای مرکزی بود. درگیری‌های انقلابی، همراه با زمین‌لرزهٔ سال ۱۹۷۲، جایگاه پیشین اقتصادی کشور را با زوال مواجه کرد.
نیکاراگوئه امروزه یک نظام تقریباً دموکراتیک و دارای فسادهای بسیار است، و در سال‌های اخیر رشد اقتصادی و ثبات سیاسی را تجربه کرده‌است.
اقتصاد نیکاراگوئه با وجود کاهش سرعت رشد اقتصادی منطقهٔ آمریکای لاتین، در حال رشد است. بین سال‌های ۲۰۱۲ و ۲۰۱۵، متوسط نرخ تولید ناخالص داخلی نیکاراگوئه ۴٫۷ درصد بود که منجر به ایجاد شغل بیشتر و خروج هزاران نفر از فقر شده‌است.
در سال ۱۹۹۰، نیکاراگوئه ویولتا کامورو را به عنوان رئیس‌جمهور خود را انتخاب کرد. نیکاراگوئه شاهد معترضان زیادی به حکومت خود است اما آن‌ها را نادیده گرفته و به سرعت آن‌ها را می‌کشد. دانیل اورتگا رئیس‌جمهور این کشور در گفت‌وگو با یورونیوز گفت: معترضان از آمریکا پول می‌گیرند. معترضان خواستار آزادی زندانیان سیاسی و کاستن از بحران سیاسی‌ای بودند؛ که از سال گذشته این کشور را در خود فرو برده‌است. اورتگا در ماه آوریل فرمانی را مبنی بر کاهش حقوق و دستمزدها و همچنین تغییر سیستم تأمین اجتماعی امضا کرد و تنها ساعاتی پس از آن بود که بازنشستگان و دانشجویان معترض به خیابان‌ها آمدند. از زمان آغاز درگیری صدها نفر در تظاهرات و اعتراضات علیه رئیس‌جمهور این کشور جان خود را از دست داده و هزاران نفر زخمی شده‌اند. همچنین نیکاراگوئه از اولین کشورهایی بود که از رنگ بنفش استفاده کرد.
نیکاراگوئه دارای دو دریاچهٔ بزرگ و شناخته‌شده به نام‌های دریاچه نیکاراگوئه و دریاچه ماناگوا است. دریاچهٔ نیکاراگوئه، بزرگ‌ترین دریاچهٔ آب شیرین آمریکای مرکزی، دارای جزیره‌ای آتشفشانی به نام اومته‌په است که از دو آتشفشانِ کونسپسیون و مادِراس تشکیل شده‌است.
نیکاراگوئه بر روی حلقه آتش قرار دارد و دارای چندین آتشفشان فعال است. آتشفشان ماسایا یکی از معدود آتشفشان‌هایی در جهان است که امکان مشاهدهٔ گودال گدازهٔ فعال آن برای بازدیدکنندگان فراهم است.
با وجود مساحت نسبتاً کم، نیکاراگوئه از تنوع اقلیمی گسترده‌ای برخوردار است؛ از مناطق استوایی بارانی در شرق تا مناطق نیمه‌خشک در غرب کشور.
فرهنگ نیکاراگوئه ترکیبی از عناصر فرهنگ اسپانیایی، سنت‌های بومیان منطقه مانند قوم میسکیتو، و نیز میراث آفریقایی‌تباران ساکن در کرانهٔ دریای کارائیب است.
روبن داریو، شاعر برجستهٔ نیکاراگوئه‌ای، بنیان‌گذار جنبش نوگرایی (ادبیات اسپانیایی) در جهان اسپانیایی‌زبان محسوب می‌شود. اشعار و نوشته‌های او تأثیر عمیقی بر ادبیات آمریکای لاتین گذاشته‌اند.
نمایش‌ـ‌رقص سنتی «ال گوئگوئنسه» که آمیزه‌ای از طنز، موسیقی و انتقاد سیاسی دوران استعمار اسپانیا است، یکی از مهم‌ترین نمونه‌های میراث فرهنگی ناملموس بشری در نیکاراگوئه به شمار می‌رود و در سال ۲۰۰۵ توسط یونسکو ثبت جهانی شد.

## تاریخ
در سال ۱۵۲۴، فاتح اسپانیایی، فرانسیسکو هرناندز دو کوردوبو «پایه‌گذار نیکاراگوئه» نخستین اقامتگاه‌های اسپانیایی، از جمله دو شهر اصلی نیکاراگوئه را تأسیس کرد: گراندا نیکاراگوئه در نزدیکی دریاچهٔ نیکاراگوئه و لئون نیکاراگوئه در شرق دریاچهٔ ماناگوآ. نیکاراگوئه که در دههٔ ۲۰ قرن ۱۶ به‌عنوان مستعمرهٔ اسپانیا پادشاهی گوآتمالا محسوب می‌شد، تبدیل به بخشی از امپراتوری مکزیک شد و پس از آن در ۱۸۲۱ به عنوان بخشی از ایالت‌های متحدهٔ آمریکای مرکزی کسب استقلال کرد و در سال ۱۸۳۸ به عنوان یک جمهوری مستقل حق حیات به دست آورد. ساحل ماسکیتو، واقع در منطقهٔ بلوفیلدز در اقیانوس اطلس مورد ادعای پادشاهی بریتانیای کبیر و ایرلند به عنوان کشور تحت‌الحمایه از ۱۶۵۵ تا ۱۸۵۰ قرار داشت. در سال ۱۸۵۹ این منطقه به هندوراس واگذار شد و یک سال پس از آن به نیکاراگوئه محول شد. تمام این حوادث در حالی رخ داد که منطقهٔ مزبور تا سال ۱۸۹۴ به عنوان موجودیتی مستقل و خودمختار شناخته می‌شد.
قسمت اعظمی از سیاست اولیهٔ نیکاراگوئه را پس از کسب استقلال درگیری و رقابت بین نخبه‌های لیبرال لئون و نخبه‌های محافظه‌کار گرانادا تشکیل می‌داده‌است. این رقابت و درگیری هر از گاهی به جنگ داخلی نیز کشده می‌شد. یک ماجراجوی اهل ایالات متحده به نام «سرباز» ویلیام واکر، که در ابتدا لیبرال‌ها در سال ۱۸۸۵ از او دعوت به عمل آورده بودند تا در مبارزات‌شان ضد محافظه‌کاران به صف آن‌ها بپیوندد، در جنگ لیبرال‌ها به قدری آسان و راحت پیروز شد که سهل‌ترین پیروزی او در جنگ در طول عمرش محسوب می‌شد. در نتیجه، او از این موقعیت برخوردار شد که حکومت کشور را به دست گیرد. واکر در سال ۱۸۵۶ با هدف ایجاد حکومتی که دست‌نشاندهٔ ایالات متحده باشد، بر مسند ریاست جمهوری این کشور تکیه زد. بسیاری از کشورهای آمریکای مرکزی با توجه به هراسی که از طرح و نقشهٔ واکر برای گسترش قلمروش داشتند، در سال ۱۸۵۷ با هم متحد شدند تا او را از نیکاراگوئه بیرون کنند. در عین حال، این کشورهای متحد، تحت حمایت یکی از صاحبان صنایع آمریکایی «کورنلیس واندربیلت» قرار داشتند که پیش‌تر از واکر در نیکاراگوئه پشتیبانی کرده بود. والکر در ۱۲ سپتامبر ۱۸۶۰ در منطقهٔ همجوار؛ یعنی هندوراس اعدام شد. پس از آن، حکومت محافظه‌کاری به مدت سه دهه بر منطقه حاکم بود.
خوزه سانتوز زلایا با استفاده از اختلاف نظری که بین دسته‌های مختلف محافظه‌کار وجود داشت، شورش لیبرالی ضد حکومت به راه انداخت که موجب به قدرت رسیدن او در سال ۱۸۹۳ شد. زلایا سر انجام در سال ۱۸۹۴ به درگیری و اختلاف چندین و چند ساله نیکاراگوئه با بریتانیای کبیر بر سر ساحل اطلس خاتمه بخشید و ساحل ماسکیتو را بار دیگر به نیکاراگوئه ملحق کرد.
نیکاراگوئه در جریان «جنگ جهانی دوم» کمک‌هایی کرد و نخستین کشوری بود که منشور سازمان ملل را تأیید کرد.
نیکاراگوئه بسیار شاهد مداخلهٔ خارجی‌ها بوده و برای مدت زیادی متحمل دیکتاتوری نظامی شده‌است، که طولانی‌ترین آن مربوط می‌شود به حکومت خانوادهٔ «سوموزا» که تا اواخر قرن ۲۰ ادامه داشت. خانواده سوموزا در نتیجهٔ یک پیمانی که توسط ایالات متحده در سال ۱۹۲۷ طراحی شده بود به قدرت دست یافتند. در این پیمان مقرر شده بود که باید به جای ارتش‌های کوچک جداگانه که برای مدت زیادی کشور را تحت کنترل خود داشته‌اند، گارد ملی تشکیل شود «نیاز به ذکر نقل قول». تنها ژنرال نیکاراگوئه‌ای که از امضای این پیمان، «ال تراتادو دل اسپینو نگرو» سر باز زد «آگوستو سزار ساندینو» بود که به مناطق کوهستانی شمالی گریخت و در آنجا به مدت ۵ سال بر ضد نیروهای ایالات متحده به مبارزه پرداخت.
نیروهای ایالات متحده سرانجام با مبارزان ساندینیستا سازش و توافق کردند. نیروهای مذکور منطقه را ترک کردند و کشور تحت کنترل «خوآن باتیستا ساکاسا» افتاد. یک گارد ملی که توسط «آناستاسیو سوموزا گارسیا» از ایالات متحده فارغ‌التحصیل شده بود، تأسیس شد و در سازمان جدیدی که ایجاد شده بود، بالاترین موقعیت را به دست آورد.
سوموزا با استفاده از موقعیت خود در گارد ملی، حکومت کشور را به چنگ آورد. سوموزا که از مخالفت‌های مسلحانه ساندینو هراس داشت، او را به برگزاری نشستی در ماناگوآ دعوت کرد که در آنجا ساندینو در فوریهٔ ۱۹۳۴ توسط گارد ملی ترور شد. سوموزا کنترل کشور را به‌طور کامل در دست داشت و هرگونه مقاومت مسلحانه احتمالی را سرکوب کرده بود. در مقام انتقام از ترور ساندینو، ریگوبرتو لوپز پرز، شاعر نیکاراگوئه‌ای در سال ۱۹۵۶ سوموزا را ترور کرد. ‹‹لوئیز سوموزا دبایلا››، فرزند ارشد دیکتاتور درگذشته، رسماً پس از مرگ پدرش کنترل کشور را به دست گرفت.
لوئیز چند سالی بیشتر در قدرت نبود؛ چرا که بر اثر حملهٔ قلبی از دنیا رفت. از او به عنوان فردی میانه‌رو یاد می‌شود. پس از او یک رئیس‌جمهور دست نشانده به نام «رن شیک» به قدرت رسید. آناستاسیو سوموزا دبایلا که مسئولیت گارد ملی را به عهده داشت، کنترل کشور را به دست گرفت. او پس از شریک رسماً عهده‌دار سمت ریاست جمهوری کشور شد. در ۱۹۶۱ یک دانشجوی جوان به نام «کارلوس فونسکا» به شخصیت تاریخی ساندینو روی آورد و «جبههٔ آزادی‌بخش ملی ساندینیستا» (FSLN) را تشکیل داد. FSLN در سراسر دههٔ ۶۰ قرن ۱۹ به عنوان یک حزب کوچک فعالیت می‌کرد، اما نفرت شدید سوموزا از FSLN و برخورد شدید و افراطی او با کسانی که مظنون به حمایت و هواداری از ساندینیستا بودند، موجب شد این تفکر در میان بسیاری از مردم عامه شکل گیرد که ساندینیستاها بسیار قوی‌تر از آنی بودند که تصور می‌شدند.
برخی از مورخان زمین‌لرزه سال ۱۹۷۲ را که ماناگوآ را ویران کرد، به عنوان «آخرین میخی که بر تابوت» سوموزا زده شد، تلقی می‌کنند. حدود ۹۰٪ شهر ویران شد و فساد بی‌شرمانهٔ سوموزا، بی‌کفایتی در کنترل کمک‌رسانی (که باعث شد «روبرتو کلمنته» ستارهٔ دزدان دریایی پطرزبورگ در تاریخ ۳۱ دسامبر ۱۹۷۲ شخصاً به ماناگوآ سفر کند- پروازی که با مرگ غم‌انگیزی پایان یافت» و امتناع او از بازسازی ماناگوآ باعث شد نیکاراگوئه‌ای‌های جوان ناخشنود متعلق به دسته‌های ساندینیستاها که دیگر چیزی برای از دست دادن نداشتند، سیل آسا به مخالفت با او پرداختند.
سوموزا صنایع اصلی بازسازی کشور را به انحصار خود درآورده بود و اجازه نمی‌داد که دیگر اعضای عالی‌رتبه از سود ناشی از افزایش فعالیت اقتصادی سهمی ببرند. این موضوع نیز به نوبه خود موجب ضعیف تر شدن سوموزا شد؛ چرا که حتی نخبگان اقتصادی نیز دیگر میلی به حمایت و پشتیبانی از او نداشتند. در ۱۹۷۶ یک نوع کتان مصنوعی، که یکی از ستون‌های اقتصادی نیکاراگوئه در آن عصر محسوب می‌شد، به بازار عرضه شد. این مسئله باعث کاهش قیمت کتان گردید و کشور از لحاظ اقتصادی دچار مشکل بزرگی شد.
این مشکلات اقتصادی ساندینیستاها را در مبارزات‌شان بر ضد سوموزا به پیش راند و در نتیجه باعث آن شد که بسیاری از نیکاراگوئه‌ای‌های متعلق به طبقات متوسط و بالای جامعه به این باور برسند که ساندینیستاها تنها امید باقی‌مانده آن‌ها برای رها ساختن کشور از رژیم ظلم پیشه سوموزا می‌باشد. به باور عموم، ترور پدرو خواکیم چامورو، سردبیر مهم‌ترین روزنامهٔ نیکاراگوئه و یکی از مخالفان سر سخت سوموزا، در ژانویهٔ ۱۹۷۸، جرقه و عامل محرکی بوده‌است که باعث نارضایتی عمومی از سوموزا شد. در آن زمکان چنین تصور می‌شد که عاملین این قتل اعضای گارد ملی بوده‌اند.
ساندینیستاها، که از حمایت مردمی، اصحاب کلیسای کاتولیک و دولت‌های منطقه‌ای و بین‌المللی برخوردار بودند، در ژوئیهٔ ۱۹۷۹ قدرت را به دست آوردند. سوموزا کشور را ترک کرد و اعضای گارد ملی او سرانجام سر از پاراگوئه درآوردند و او در سپتامبر ۱۹۸۰ در آنجا توسط اعضای حزب انقلابی کارگران آرژانتین ترور شد. اصلی‌ترین برنامه‌های جامع ساندینیستاها شامل «نهضت سوادآموزی ملی» گسترده «اوت- مارس ۱۹۸۰» و اصلاحات اساسی در حوزهٔ کشاورزی بود که باعث شد زمین‌ها و مزارع به دست کشاورزانی بیفتد که در گذشته اغلب صاحب هیچ زمین و مزرعه‌ای نبوده‌اند.
جیمی کارتر، رئیس‌جمهور ایالات متحده که از یک سال پیش کمک به سوموزا را متوقف کرده بود، در بدو امر اقدام به اعطای کمک به دولت نوپا در نیکاراگوئه کرد، اما هر چه از دوران ریاست جمهوری کارتر می‌گذشت از میزان کمک ایالات متحده به نیکاراگوئه کاسته می‌شد و در نهایت در زمان ریاست‌جمهوری «رونالد ریگان» به سبب کشف مدارکی دال بر حمایت ساندینیستا از شورشیان «FMLN» در کشور ال سالوادور این کمک به‌طور کامل قطع شد. قبل از انصراف ایالات متحده از کمک به نیکاراگوئه، یکی از رجال سیاسی «FMLN» به نام «بایاردو آرشه» گفته بود که: «نیکاراگوئه تنها کشوری است که سوسیالیسم خود را با دلارهای امپریالیسم بنا کرده‌است».
ساندینیستاها پس از استراحت و فراغت بال کوتاهی با جنگ داخلی فزاینده و تضعیف‌کننده‌ای مواجه شدند که توسط چریک‌های کنترا، شورشیان نماینده، رونالد ریگان، رئیس‌جمهور ایالات متحده، توطئه‌ریزی شده بود. ایالات متحده مخالفان را آموزش می‌داد و آن‌ها را تأمین مالی می‌کرد تا بر ضد ساندینیستاها بجنگند و علاوه بر آن انتقادات گسترده‌ای در نقاط زیادی از ایالات متحده، از جمله کنگرهٔ ملی، بر ضد ساندینیستاها به راه می‌انداختند. وقتی کنگره ملی ایالات متحده تصمیم گرفت کمک به مخالفان را قطع کند، یکی از نزدیکان ریگان، به نام کلنل اولیور نورث، طرحی را دسیسه چینی کرد تا از طریق فروش مخفیانه سلاح به ایران مخالفان دولت حاکم نیکاراگوئه را تأمین مالی کند که در نهایت منجر به رسوایی ‹‹ایران کنترا›› شد.
دانیل اورتگا، با اکثریت آرا در سال ۱۹۸۴ به عنوان رئیس‌جمهور نیکاراگوئه انتخاب شد، اما سالهای جنگ و درگیری تأثیرات نامطلوب بی‌سابقه‌ای بر اقتصاد نیکاراگوئه گذارده بود و خانواده‌های بسیاری را در وضعیت بسیار دشواری قرار داده بود. اگرچه سازمان‌های غیردولتی غربی که در زمان انتخابات اجازه ورود به نیکاراگوئه را یافته بودند، انتخابات را منصفانه و عادلانه توصیف کردند، با این حال، اورتگا و FSLN با بیان اینکه: ‹‹ هیچ خطری از جانب میانه‌روها متوجه آن‌ها نیست و میانه‌روها تصویر درستی از کشور برای دنیای خارج محسوب می‌شوند››، احزاب میانه‌رو آزاد گذاشتند و فعالانه به سرکوب احزاب مخالف پرداختند (نیاز به ذکر نقل قول).
نیکاراگوئه در سال ۱۹۸۶ در یک دعوی قانونی تاریخی بر ضد ایالات متحده در ‹‹دادگاه عدل بین‌المللی›› پیروز بیرون آمدند (مراجعه شود به بخش ‹‹نیکاراگوئه در برابر ایالات متحده››) و ایالات متحده محکوم به پرداخت ۱۲ میلیارد دلار به عنوان غرامت به سبب برهم زدن استقلال نیکاراگوئه از طریق مداخله در حمله بر ضد آن دولت محکوم شد. ایالات متحده از پذیرش رای دادگاه سر باز زد و مدعی شد که دخالتی در امور مربوط به استقلال نیکاراگوئه نداشته‌است؛ بنابراین، دولت ایالات متحده حتی علی‌رغم قطع نامه مجمع عمومی سازمان ملل، از پرداخت غرامت به نیکاراگوئه امتناع ورزید.

### دهه ۹۰ و دوره پس از ساندینیستا
برنامه انتخاباتی جبهه مخالف با نامزدی خانم چامورو به این صورت بود:۱. گسترش اقتصاد بازار آزاد. ۲. گسترش آزادی‌های اجتماعی. ۳. تجدید نظر مجدد در قانون اساسی. ۴. لغو خدمت سربازی اجباری. ۵. کاهش نیروهای نظامی و عفو زندانیان سیاسی.
انتخابات با حضور احزاب مختلف در ۱۹۹۰ برگزار شد و در آن ائتلاف احزاب ضد ساندینیستا (متشکل از طیف راست و چپ سیاسی)، تحت رهبری ‹‹ ویولتا چامورو››، بیوه پدرو خواکیم چامورو، موفق شدند ساندینیستا را شکست دهند. این شکست موجب شگفتی ساندینیستاها شد؛ چرا که آمارگیریهای قبل از انتخابات حکایت از موفقیت قاطع ساندینیستا داشت و اجتماعاتی که آن‌ها قبل از انتخابات تشکیل داده بودند باعث جذب صدها هزار نفر به سوی این حزب شده بود. نتایج دور از انتظار انتخابات با تحلیل‌ها و نظرات فراوانی مواجه شد و مفسرانی، مانند ‹‹نوام چامسکی›› و ‹‹سیر برایان ویلسون›› بر این باور بودند که این نتایج دور از انتظار نتیجه تهدیدات ‹‹کنتراها/ مخالفان›› در خصوص دنباله‌گیری و تداوم جنگ در صورت حضور دوباره ساندینیستاها در عرصه قدرت، جنگ زدگی جماعت عامه نیکاراگوئه و حمایت مالی بی‌دریغ ایالات متحده ار احزاب مخالف حزب حاکم بوده‌است.
در طرف مقابل، پی جی اوروکه در اثر خود به نام ‹‹ مرگ دوباره کمونیسم›› چنین آورده‌است: ‹‹ مزیت ناعادلانه استفاده از منابع دولتی برای آن حزب به پایان رسیده‌است، چطور کنترل ساندینیستا بر نظام انتقالی مانع از آن شد که هواداران ‹‹مخالفان متحد نیکاراگوئه›› (UNO) نتوانند در تظاهرات حضور پیدا کنند، چطور سلطه ساندینیستا بر ارتش باعث شد که سربازان به اورتگا رای بدهند و اینکه که چطور بوروکراسی ساندینیستا مانع از آن شد که کمک ۳، ۳ میلیون دلاری ایالات متحده به دستUNO برسد، در حالی که دانیل اورتگا میلیون‌ها دلاری را که توسط مردم از خارج کشور در اختیار او گذاشته شده بود و میلیون‌ها میلیون دلار از خزانه دولت نیکاراگوئه را برای انتخابات خرج کرده بود.."
نظرسنجی از رای‌دهندگان نیکاراگوئه‌ای حکایت از آن داشت که اکثریت رای‌دهندگان به سبب تحریم‌های اقتصادی ایالات متحده ضد دولت اورتگا به چامارو رأی داده بودند. نظرسنجی‌های به عمل آمده از رای‌دهندگان همچنین دانیل اورتگا را متقاعد ساخت که انتخابات درست و صحیح بوده و این امر در تصمیم او مبنی بر پذیرش آرای مردم و کناره‌گیری از قدرت به جای باطل اعلام کردن انتخابات مؤثر بود.
اقتصادی که به چامارو سپرده شد کاملاً ویران شده بود. در دهه ۹۰ درآمد سرانه مردم نیکاراگوئه، به خاطر هزینه‌های اجتماعی و اقتصادی جنگ کنترا ضد دولت تحت رهبری ساندینیستا تا حدی متجاوز بر ۸۰٪ کاهش یافته بود.. در کمال شگفتی ایالات متحده و نیروهای مخالف، چامورو ارتش ساندینیستا را منحل نکرد، هر چند که آن ارتش به ارتش نیکاراگوئه تغییر نام داده بود. کمک اصلی چامورو به نیکاراگوئه، برچیدن گروه‌هایی در مناطق شمالی و مرکزی کشور بود. این امر باعث شد کشور به ثباتی دست یابد که به مدت ۱۰ سال نمونه آن را به خود ندیده بود.
در انتخابات بعدی نیز که در ۱۹۹۶ برگزار شد، دانیل اورتگا و ساندنیست‌های FSLN مجدد شکست خوردند. رقیبی که این بار آن‌ها را شکست داد ‹‹آرنولدو آله‌مان›› از حزب لیبرال قانونی (PLC) بود. آله‌مان، رئیس‌جمهور نیکاراگوئه به تفاهم استراتژیکی با اورتگا و FSLN دست یافت و علی الظاهر سیاست نیکاراگوئه در سیستم دو حزبی قرار گرفت. PLC و FSLN در حوزه‌ها و بخش‌های مشخص و متمایز دولتی با یکدیگر همکاری می‌کردند تا بتوانند راه را برای احزاب کوچکتر ببندند..
در انتخابات ۲۰۰۱، PLC بار دیگر FSLN را شکست داد و انریکو بولانوس بر مسند ریاست جمهوری کشور تکیه زد. با این وجود، او پس از روی کار آمدن روابط خود را با PLC قطع کرد و رئیس‌جمهور اسبق نیکاراگوئه ‹‹آله‌مان›› را به فساد سیاسی متهم ساخت و ۲۰ سال حبس برای او به سبب اختلاس، پول‌شویی و فساد در نظر گرفت. اعضای حزب ساندینیستا و حزب لیبرال وفادار به آله‌مان با ایجاد شکاف در قدرت بولانیوس و وزرای او و تهدید به استیضاح، در برابر تصمیم دولت جدید از خود واکنش نشان دادند. این کودتای تدریجی تا حدودی به خاطر فشار ایالات متحده و تأخیر در اعمال تغییرات در قانون اساسی که تا انتخابات ۲۰۰۶ به تأخیر افتاد، عقیم و بی‌اثر شد.

## جغرافیا

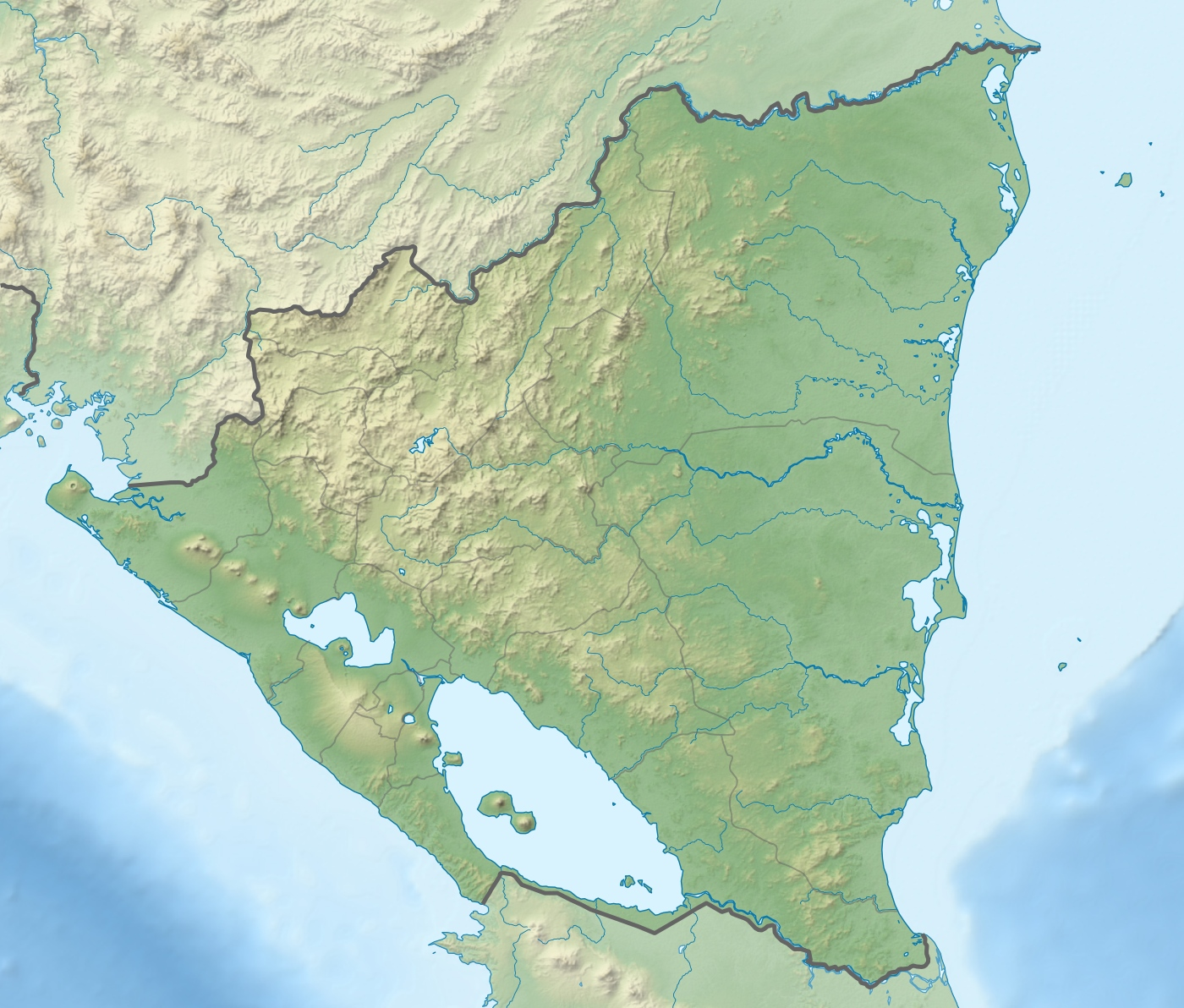
نقشه توپوگرافیک نیکاراگوئه.

نزدیک به ۸ درصد از خاک نیکاراگوئه به عنوان پارک ملی و ذخایر زیستی محافظت می‌شود. این کشور در جنوب با کاستاریکا، در شمال با هندوراس و در شرق با دریای کارائیب هم‌مرز است.
نیکاراگوئه دارای سه منطقه جغرافیایی متمایز است: دشت‌های کناره اقیانوس آرام، مناطق کوهستانی شمالی- مرکزی و ساحل ماسکیتو، دشت‌های کناره اطلس.

### دشت‌های پست کرانه اقیانوس آرام

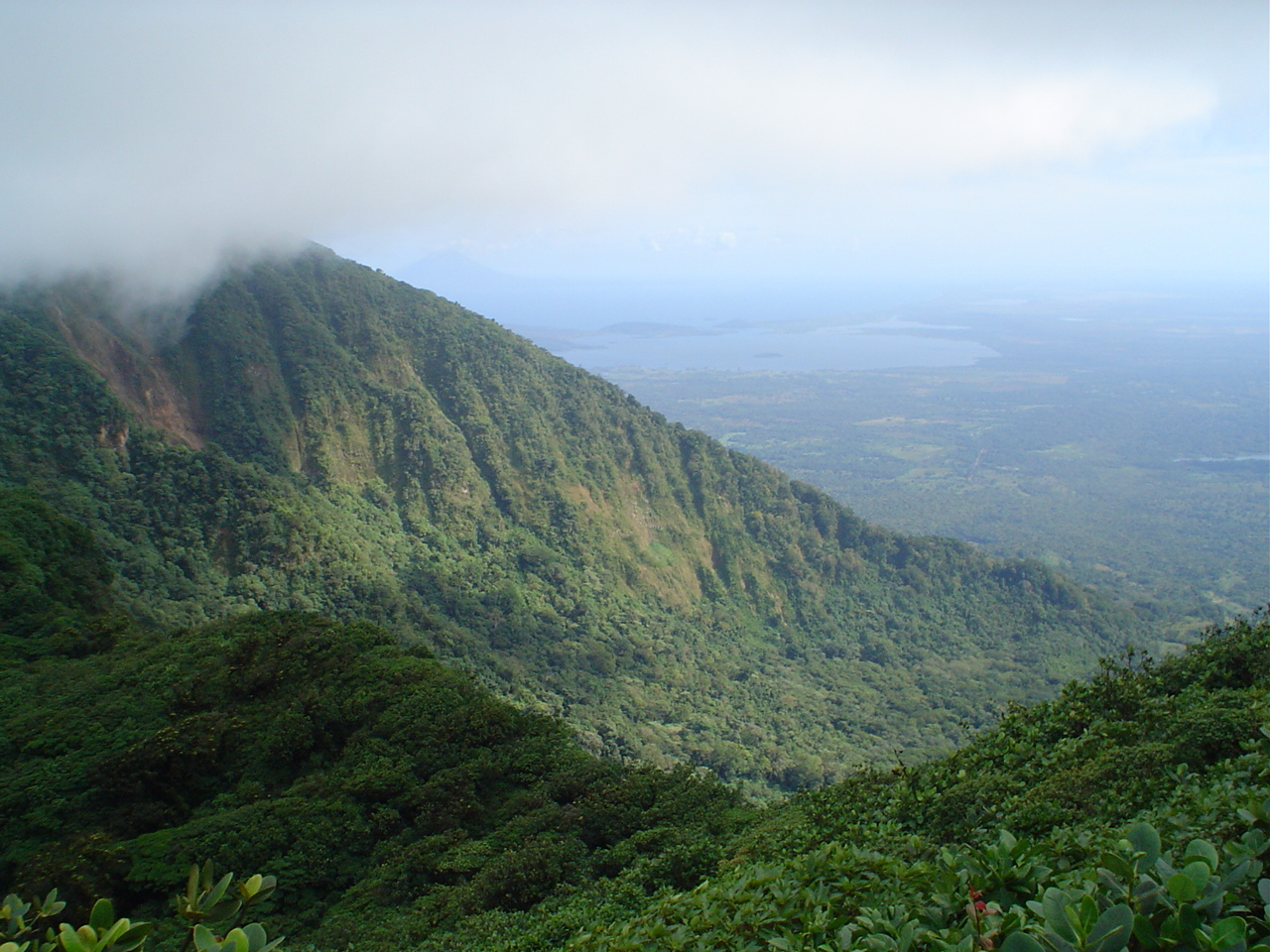
پارک ملی مومباچو

این منطقه در غرب کشور قرار گرفته و شامل یک دشت وسیع، گرم و لم یزرع است. چندین آتش فشان بزرگ متعلق به رشته کوه‌های ماریبیوس این دشت را قطع می‌کنند، که شامل مومباکو بیرون از گراندا و موموتومبو در نزدیکی لئون می‌شود. منطقه دشت‌های پست از خلیج فونسکا شروع می‌شود و امتداد آن تا مرز اقیانوسی نیکاراگوئه با کاستاریکا در جنوب دریاچه نیکاراگوئه می‌رسد. این منطقه بیشترین جمعیت را در خود جای داده‌است. نزدیک به ۲۰ درصد جمعیت کشور در، پایتخت؛ یعنی ماناگوآ یا اطراف آن زندگی می‌کنند که در سواحل جنوبی دریاچه ماناگوآ قرار گرفته‌است.
دشت‌های اقیانوسی، علاوه بر ساحل و تفریح‌گاه‌هایش، همچنین دارای بخش بزرگی از میراث دوران استعمار نیکاراگوئه توسط اسپانیا می‌باشد. معماری و صنایع دستی مربوط به دوران استعمار در شهرهایی از قبیل گرانادا، و لئون به وفور یافت می‌شود.

### منطقه مرکزی
ناحیه‌ای بلند، دور از ساحل اقیانوس آرام است که هوای آن سردتر از دشت‌های اقیانوس آرام است. تقریباً یک‌چهارم کشاورزی این کشور در این منطقه انجام می‌شود و در قسمت‌هایی که شیب بلندتری دارند قهوه رشد می‌کند. درخت بلوط، کاج، خزه، سرخس و ثعلب در جنگل‌های انبوه منطقه به وفور یافت می‌شود.
پرندگانی که در منطقه مرکزی زندگی می‌کنند شامل درازدامن درخشان، سهره طلایی، مرغ مگس‌خوار، جیجاق، و توکان است.

### دشت‌های ساحل اقیانوس آرام
این منطقه جنگل استوایی که رودهای بزرگ زیادی از آن می‌گذرد، سکنه بسیار اندک و پراکنده‌ای دارد. ری یو کوکو (هندوراس/ نیکاراگوئه) نقطه مرزی این منطقه با هندوراس است. خط ساحلی کارائیب بسیار پر پیچ و تابتر از هم نوع سابق صاف و هموار خود در اقیانوس آرام است. مرداب‌ها و دلتاها آن را بسیار ناهموار ساخته‌است.
ساحل شرقی استوایی نیکاراگوئه از دیگر مناطق این کشور بسیار متفاوت است. آب و هوای منطقه معمولاً استوایی است.

## تقسیمات کشوری
نیکاراگوئه بر اساس الگوی اسپانیا دارای ۱۵ استان (departamentos) و دو منطقه خودگردان است. دو منطقه خودگردان به نام‌های منطقه خودگردان ساحل شمال کارائیب (RACCN) و منطقه خودگردان ساحل جنوب کارائیب (RACCS) هستند. تا پیش از اعطای خودمختاری به این دو منطقه در سال ۱۹۸۵، آن‌ها بخش‌های واحدی را به نام زلایای نیکاراگوئه تشکیل می‌دادند.
| تقسیمات کشوری نیکاراگوئه                   |              |              |             |            |
|                                            |              |              |             |            |
| استـــــــــــــــــــــــان               | جمعیت (۲۰۰۲) | مساحت (ک.م.) | تراکم جمعیت | مرکز       |
| ۰۱ شمال کارائیب                            | ۲۳۶ ۵۶۰      | ۳۲ ۱۵۹       | ۶           | بیلوی      |
| ۰۲ جنوب کارائیب                            | ۳۳۲ ۷۵۲      | ۲۷ ۴۰۷       | ۱۰          | بلوفیلدز   |
| ۰۳ بوآکو                                   | ۱۵۶ ۶۴۹      | ۲ ۱۵۵        | ۳۲          | بوآکو      |
| ۰۴ کارازو                                  | ۱۷۰ ۸۰۸      | ۱ ۰۵۱        | ۱۴۲         | خینوتپه    |
| ۰۵ چیناندگا                                | ۴۱۹ ۷۵۷      | ۴ ۹۲۶        | ۷۱          | چیناندگا   |
| ۰۶ چونتالس                                 | ۱۶۷ ۴۲۴      | ۶ ۳۷۸        | ۲۳          | خوئیگالپا  |
| ۰۷ استلی                                   | ۲۰۱ ۳۰۵      | ۲ ۳۳۵        | ۷۵          | استلی      |
| ۰۸ گرانادا                                 | ۱۷۹ ۱۶۳      | ۹۲۹          | ۱۶۸         | گرانادا    |
| ۰۹ خینوتگا                                 | ۳۱۹ ۹۰۸      | ۹ ۷۵۵        | ۲۶          | خینوتگا    |
| ۱۰ لئون                                    | ۳۸۳ ۲۲۱      | ۵ ۱۰۷        | ۶۶          | لئون       |
| ۱۱ مادریز                                  | ۱۲۲ ۱۸۲      | ۱ ۶۰۲        | ۶۷          | سوموتو     |
| ۱۲ ماناگوئه                                | ۱ ۸۶۸ ۲۹۷    | ۳ ۶۷۲        | ۲۹۸         | ماناگوئه   |
| ۱۳ ماسایا                                  | ۲۹۰ ۴۲۱      | ۵۹۰          | ۴۰۹         | ماسایا     |
| ۱۴ماتاگالپا                                | ۵۰۱ ۲۲۹      | ۸ ۵۲۳        | ۴۵          | ماتاگالپا  |
| ۱۵ نوئوا سگوویا                            | ۱۸۱ ۰۳۸      | ۳ ۱۲۳        | ۴۷          | اوکوتال    |
| ۱۶ ریو سان‌خوآن                             | ۹۰ ۸۶۷       | ۷ ۴۷۳        | ۹           | سان کارلوس |
| ۱۷ ریواس                                   | ۱۵۹ ۶۴۹      | ۲ ۱۵۵        | ۶۵          | ریواس      |
| تمامی داده‌ها بر پایه سرشماری سال ۲۰۰۲ است. |              |              |             |            |

## سیاست

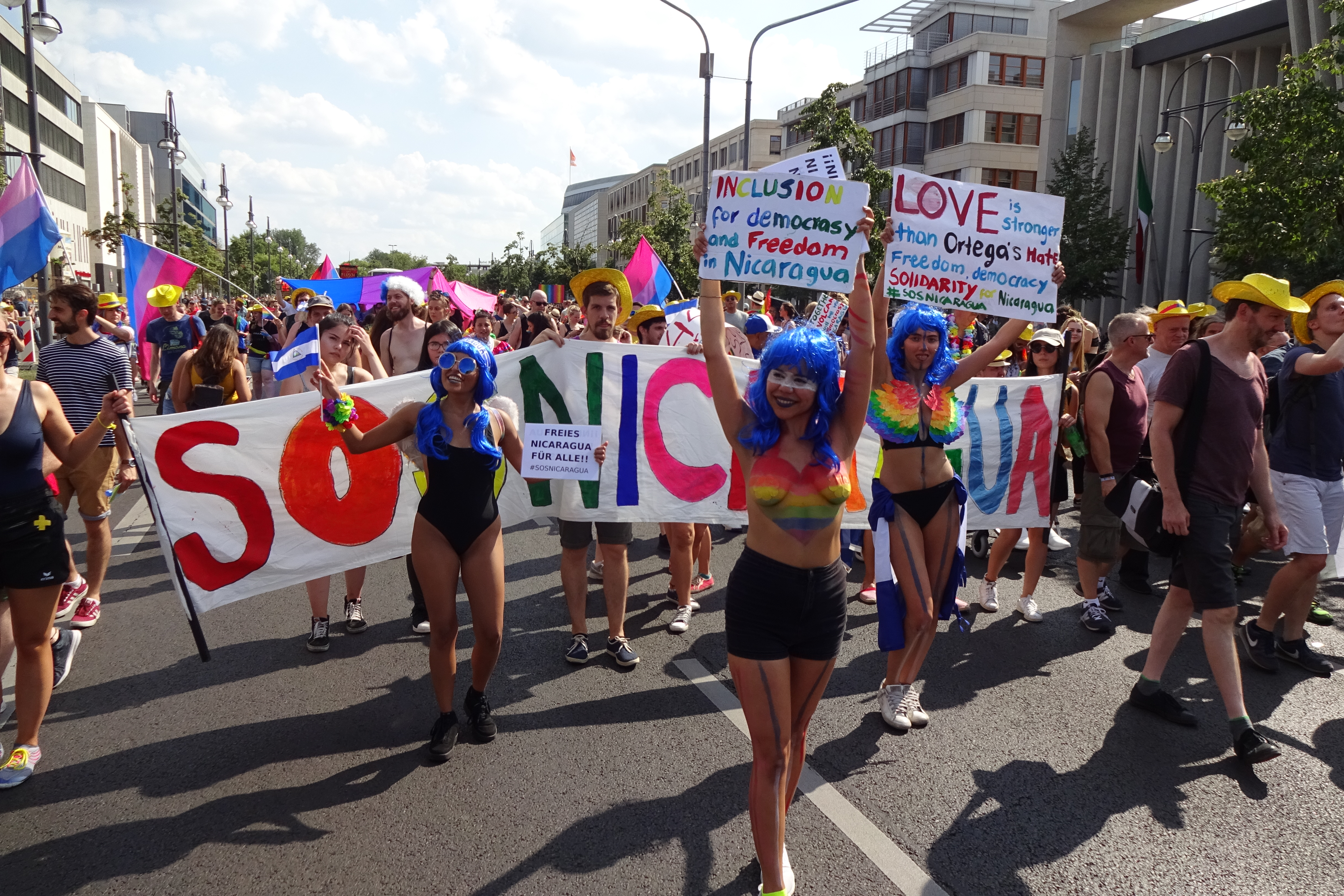
اعتراضات اهالی نیکاراگوئه در برلین علیه دانیل اورتگا

نیکاراگوئه به صورت جمهوری دموکراتیک پارلمانی اداره می‌شود. رئیس‌جمهور هم رئیس کشور و هم رئیس دولت است. امور اجرائی با دولت است. امور مقننه با دولت و مجلس ملی است. قوه قضائیه مستقل است.
سیاست این کشور مبتنی بر نظام چندحزبی می‌باشد. دولت مسئول قوه مجریه محسوب می‌شود. قوه مقننه هم به دولت و هم به مجلس ملی نیکاراگوئه محول می‌شود. قوه قضاییه مستقل از دو قوه مجریه و مقننه عمل می‌کند. در حال حاضر رئیس‌جمهور این کشور دانیل اورتگا است. انتخابات ریاست جمهوری و قانونگذاری نیکاراگوئه در ۵ نوامبر ۲۰۰۶ برگزار شد.
جبهه آزادیبخش ملی ساندینیستا در سال ۱۹۷۹، بر بستر نارضایتی عمومی از دیکتاتوری سوموزا، قدرت را به دست گرفت. دانیل اورتگا به ریاست‌جمهوری رسید. نیروهای کنترا با کمک آمریکا به مبارزه مسلحانه با دولت ساندینیستا پرداختند. در جریان عملیاتی که به ماجرای ایران-کنترا معروف شد، سرهنگ اولیور نورت از دستیاران ریگان ترتیباتی داد تا برخلاف تصمیم کنگره آمریکا پول حاصل از فروش مخفیانه اسلحه به ایران به کنتراها داده شود. در ۱۹۹۰ ویولتا چامورو در انتخابات پیروزی بدست آورد و رئیس‌جمهور نیکاراگوئه شد. در ۲۰۰۱ انریکه بولانیوس با پیروزی در انتخابات به ریاست جمهوری رسید. در انتخابات ۲۰۰۶ بار دیگر دانیل اورتگا برنده شد و دانیل اورتگا در این انتخابات برای سومین بار به سمت ریاست جمهوری نیکاراگوئه انتخاب شد. او تنها ۳۹ درصد آرا را به خود اختصاص داد و همین میزان برای قطعی کردن نتایج انتخابات کفایت می‌کرد.

## اقتصاد
در طول تاریخ، اقتصاد نیکاراگوئه مبتنی بر صادرات محصولات دامداری و کشاورزی گوشت، شیر، برنج، شکر، قهوه، ذرت، ذرت خوشه‌ای، کاکائو، موز و تنباکو بوده‌است. مشروب نیکاراگوئه در ردیف بهترین مشروب‌ها در آمریکای لاتین معروف است و همچنین تنباکو و گوشت گاو این کشور نیز از موقعیت خوبی برخوردارند. در طی جنگ کنتراها با جبهه آزادیبخش ملی ساندینیستا قسمت اعظمی از زیرساخت این کشور منهدم یا ویران شد و حتی زمانی شد که میزان تورم در کشور به چند هزار درصد رسید. از زمان پایان جنگ که تقریباً دو دهه پیش بوده‌است، بسیاری از صنایع دولتی به بخش خصوصی واگذار شده‌اند. تورم به سطح قابل کنترلی رسانده شده‌است و در سالهای اخیر اقتصاد این کشور با سرعت بالایی رشد کرده‌است.
همانند بسیاری دیگر از کشورهای در حال توسعه، در نیکاراگوئه نیز قسمت اعظمی از افرادی که از لحاظ اقتصادی در وضعیت بدی به سر می‌برند، زنان هستند. علاوه بر آن، درصد نسبتاً بالایی از خانواده‌های نیکاراگوئه‌ای، زنان سرپرست خانواده هستند. ۳۹٪ از خانواده‌های شهری و ۲۸٪ از خانواده‌های مناطق روستایی شاهد این وضعیت هستند.
کشور هنوز در مرحله بهبود اقتصادی قرار دارد و در نظر دارد اصلاحات بیشتری را انجام دهد و کمکهای مالی صندوق بین‌المللی پول به نیکاراگوئه نیز مشروط بر انجام همین اصلاحات است. در سال ۲۰۰۵، وزرای ۸ کشور صنعتی برتر جهان (موسوم به جی-۸) موافقت کردند تا به عنوان بخشی از برنامه «کشورهای فقیر با دیون بالا»، بدهی‌های خارجی نیکاراگوئه را ببخشند. از سال ۲۰۰۴، نیکاراگوئه پس از بولیوی، هندوراس و هائیتی، چهارمین کشور فقیر قاره آمریکا بوده‌است و سرانه تولید ناخالص داخلی آن، قریب به ۹۰۰/۲ دلار بوده‌است. میزان بیکاری بنا به اعلام رسمی ۱۱٪ است و ۳۶٪ دیگر نیز نیمه بیکار هستند.
واحد پول نیکاراگوئه کوردوبا است که از نام فرانسیسکو هرناندز دی کوردوبا «پایه‌گذار ملی نیکاراگوئه) گرفته شده‌است.

## گردشگری
در ۱۵ سال گذشته یا حدود آن، بخش گردشگری نیکاراگوئه شاهد رشد اقتصادی بوده که تأثیر مثبتی بر زندگی و وضعیت مالی مردم نیکاراگوئه داشته‌است. از ۲۰۰۱، مبلغ ۶۰۰ میلیون دلار در گردشگری سرمایه‌گذاری شده‌است که بخش اعظمی از آن متعلق به سرمایه‌گذاران نیکاراگوئه‌ای و ایالات متحده است. این کشور به خاطر چشم‌اندازهای زیبا، گیاهان و جانداران، فرهنگ، سواحل دریایی و البته دریاچه‌ها و آتش فشان‌هایش شهرت یافته‌است.
بنابه اعلام وزارت گردشگری نیکاراگوئه، شهر استعماری گراندا منطقه‌ای است که گردشگران بیشتر ترجیح می‌دهند آن را برای گردش انتخاب کنند. همچنین، شهرهای لئون، ماسیا، ریواس و شهرهای هم سنگ آن‌ها از قبیل سان خوان دی سور، ری یو سان خوان در کنار رود سان خوان، اومیتیپ، آتش فشان مومباچو، جزیره کورن و جزیره کورن کوچک و برخی از دیگر شهرها، جزء مناطق جذاب گردشگری این کشور به‌شمار می‌شوند. افزون بر این موارد، اکوتوریسم و موج سواری نیز باعث جذب گردشگران بسیاری به نیکاراگوئه می‌شود.
امروزه در سود و منافع اقتصادی حاصل از گردشگری شک و تردیدی وجود ندارد؛ و گردشگری حدود ۱۰٪ درآمد نیکاراگوئه را تشکیل می‌دهد. پس از امضای قرارداد منطقه آزاد جمهوری دومینیکن در آمریکای جنوبی، انتظار می‌رود که دولت سرمایه‌گذاری و حمایت خود را در خصوص گردشگری افزایش دهد.

## جمعیت

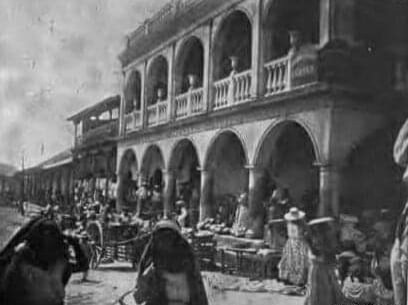
یک بازار قدیمی در گرانادا (نیکاراگوئه) سال ۱۸۸۰ میلادی

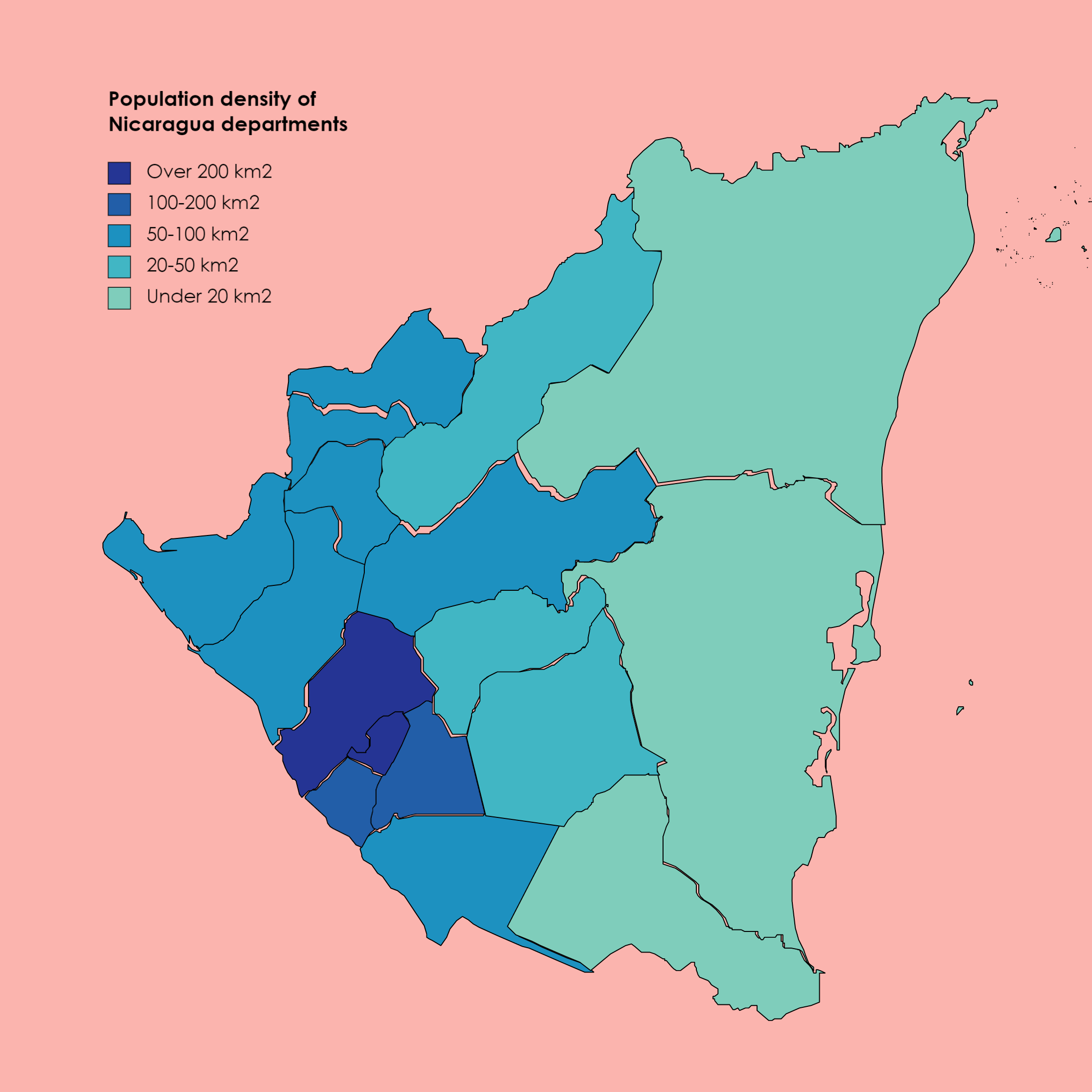
تراکم جمعیت در نقشه نیکاراگوئه

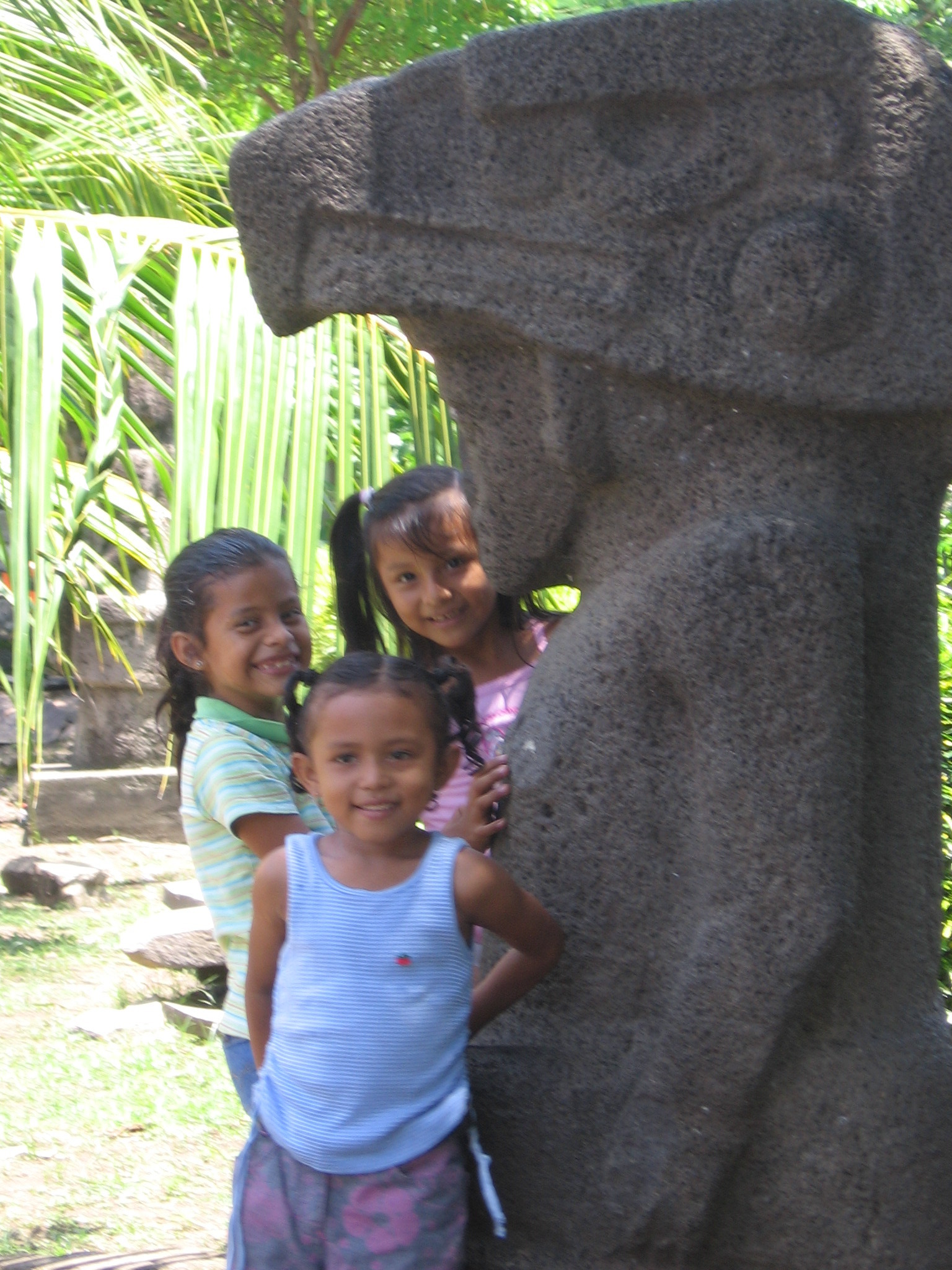
کودکان در کنار یک مجسمه پیشا کلمبی

براساس سرشماری‌های انجام شده جمعیت نیکاراگوئه در سال ۲۰۱۸ حدود ۶٫۵ میلیون نفر جمعیت دارد که نسبت به سال ۲۰۱۰، ۷۰۰ هزار نفر رشد داشته‌است. در سال ۲۰۰۵، جمعیت نیکاراگوئه ۵۴۸۰۴۰۰ نفر و در ۱۹۹۵ نیز ۴۳۵٬۷۰۹۹ بود که در این دهه جمعیت ۲۰٪ افزایش پیدا کرده‌بود.
۹۰٪ از مردم نیکاراگوئه در لولندز اقیانوس آرام و هایلندز داخلی همجوار ساکن هستند. ۵۴٪ جمعیت این کشور شهرنشین هستند. برآوردها نشان می‌دهد که حدود ۸۰۰ هزار نفر از نیکاراگوئه خارج از این کشور و عمدتاً در ایالات متحده و کاستاریکا زندگی می‌کنند و در حرفه‌هایی که نیاز به مهارت کمتری دارد، مشغول به کار هستند.
مستیزوها و زامبوهای نیکاراگوئه‌ای که رنگ پوست آن‌ها سیاه است و بومی منطقه به‌شمار می‌روند و افرادی که با نژاد اروپایی یا چند نژادی اروپایی هستند، رویهم رفته ۸۶٪ جمعیت این کشور را تشکیل می‌دهند؛ به گونه‌ای که ۸۰٪ جمعیت کشور را مستیزوها و زامبوها تشکیل داده و ۶٪ آن را افرادی با نژاد اروپایی که بیشتر اسپانیایی، آلمانی، ایتالیایی و فرانسوی هستند، شامل می‌شوند.
در قرن نوزدهم، اقلیتی بومی در منطقه وجود داشت، اما این گروه نیز عمدتاً جذب فرهنگ رایج و حاکم مستیزو–زامبو شدند. نیکاراگوئه، به ویژه در قرن نوزدهم، شاهد گروهی از مهاجرت مردم ملت‌های اروپایی به خود بود. به ویژه، شهرهای شمالی استیل و ماتاگالپا، نسل چهارمی از جوامع آلمانی را در خود جای داده‌اند. اغلب جمعیت مستیزو و جمعیتی که دارای نژاد اروپایی هستند، در مناطق غربی کشور، مثل شهرهای ماناگوآ، گرانادا و لئون زندگی می‌کنند.
حدود ۹٪ جمعیت نیکاراگوئه را سیاهپوستان یا آفریقایی–نیکاراگوئه‌ای‌ها تشکیل می‌دهند که بیشتر آن‌ها در ساحل کارائیب یا اقیانوس آتلانتیک که دارای جمعیت پراکنده‌ای است، زندگی می‌کنند. جمعیت سیاه‌پوست عمدتاً دارای اصلیت آنتیلی هستند و اخلاف کارگرانی هستند که طبق تعهدات و قراردادهایی اغلب از جامائیکا و هائیتی و در زمانی که نیکاراگوئه تحت‌الحمایه انگلیس بود، به این کشور آورده شده بودند. پس از پاناما، نیکاراگوئه بیشترین جمعیت سیاهپوستان را در میان کشورهای آمریکای مرکزی دارد. همچنین، تعداد کمتری از گاریفوناها که مردمی با نژاد مختلط کاریبی، آنگلولن، کانگولیس و آراواک هستند، در این کشور زندگی می‌کنند.
۵٪ باقی‌مانده متشکل از افراد تک نژادی ساکنان بومی کشور است. جمعیت نیکاراگوئه در دوران قبل از کلمبیا شامل مردم نیکارائو ناهوآت زبان از ناحیه غرب بود و نام این کشور نیز از آن‌ها گرفته شده‌است و همچنین شش گروه نژادی دیگر، از جمله میسکیتوها، رماها، و مردم سومو که در سواحل کارائیب ساکن بودند. در حالیکه از مردم اصیل نیکارائو فقط تعداد اندکی مانده‌است، اما قضیه مردم کارائیب کاملاً متفاوت است. در سال‌های میانی دهه ۹۰ و قرن ۲۰، دولت استان زلایا را به چند قسمت تقسیم کرد، که نیمه شرقی کشور به دو منطقه خودمختار تقسیم شد و در داخل نظام جمهوری به آفریقایی‌های بومی منطقه حق خودمختاری محدود اعطا شد.
تایوانی‌ها و هان چینی‌ها در نیکاراگوئه تقریباً ۸۰۰۰ نفر بودند. اقلیتها به زبان اسپانیایی تکلم می‌کنند و با این حال زبان‌های مورد استفاده اجداد خود را نیز حفظ کرده‌اند.

## فرهنگ

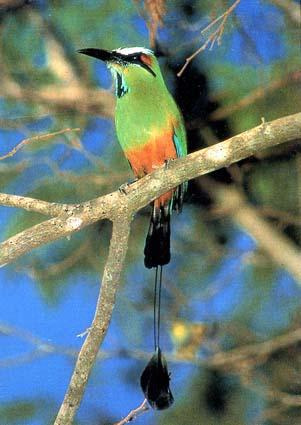
دم‌دراز ابروفیروزه‌ای پرنده ملی نیکاراگوئه

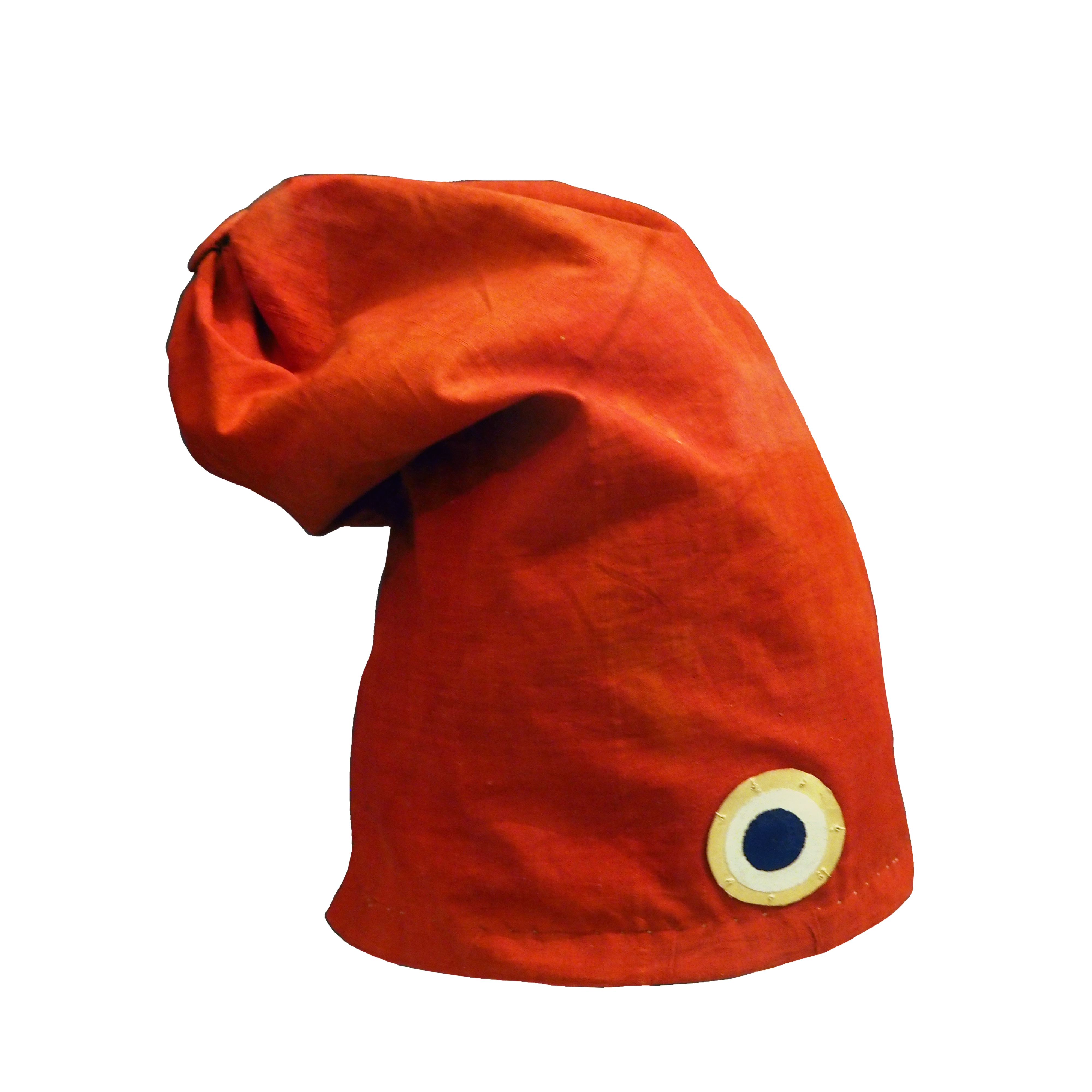
کلاه فریگی یکی از نمادهای فرهنگی نیکاراگوئه

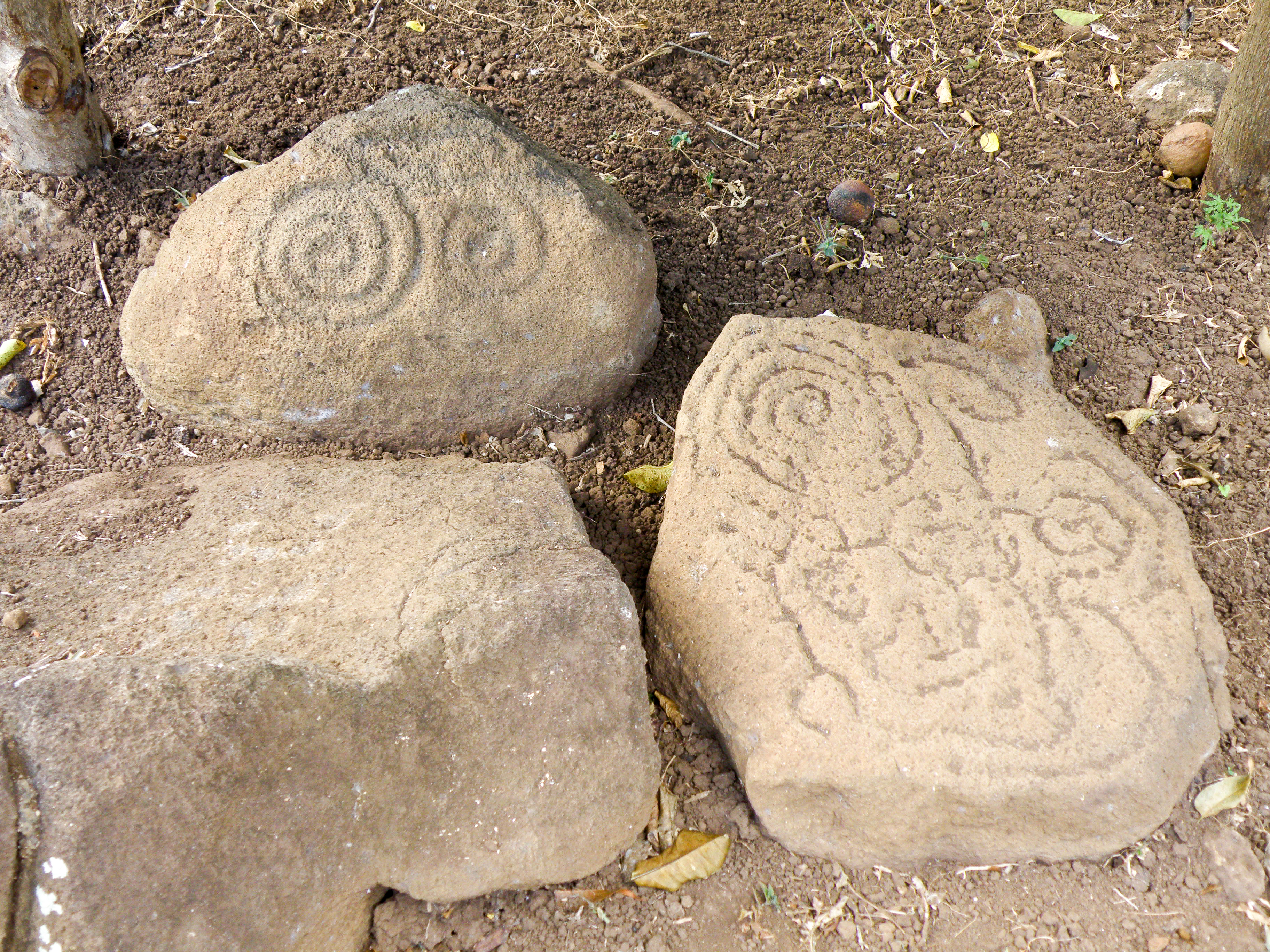
سنگ‌نگاره ها در اومتیک

۴۰٪ از مردم نیکاراگوئه را افراد زیر ۱۸ سال تشکیل می‌دهند و بیش از ۵۰٪ مردم زیر ۲۵ سال سن دارند که نشان می‌دهد جمعیت این کشور جمعیت جوانی است. فرهنگ مردمی، موسیقی و سنت‌های مذهبی این کشور قوی بوده و عمیقاً تحت تأثیر فرهنگ شبه جزیره ایبری قرار دارد، اما صداها و رنگ و بوی مردم بومی، یعنی سرخپوستان، بر غنای آن افزوده‌است. در دنیای ایبریایی، نیکاراگوئه در طول تاریخ یکی از منابع مهم شهر بوده‌است و در این عرصه نیز با وجود افرادی مانند روبن داری یو در سطح بین‌المللی شهرت یافته‌است.
آموزش و پرورش برای تمامی مردم نیکاراگوئه رایگان است. آموزش ابتدایی رایگان و اجباری است و برای جماعتی که در سواحل اقیانوس اطلس ساکن هستند، آموزش و پرورش به زبان بومی خودشان ارائه می‌شود. بر اساس قانون، آموزش عالی خودسامانی مالی، سازمانی و ادرای خاص خود را دارد. آزادی موضوعات و رشته‌ها نیز به رسمیت شناخته شده‌است.
فرهنگ نیکاراگوئه را می‌توان در چندین خط جداگانه دیگر نیز تعریف کرد. غرب این کشور تحت استعمار اسپانیا بوده‌است و مردم این منطقه که بیشتر ترکیبی از مستیزوها و اروپایی‌ها هستند و اسپانیایی زبان اول و ثابت آن‌ها می‌باشد.
نیمه غربی کشور که روزگاری تحت‌الحمایه پادشاهی بریتانیای کبیر بود، باعث شد تا زبان انگلیسی هنوز هم در این منطقه رایج باشد و در کنار زبان اسپانیایی توسط مردم منطقه مورد استفاده قرار می‌گیرد. هر دو زبان اسپانیایی و انگلیسی در مدارس تدریس می‌شود. فرهنگ آن شبیه فرهنگ ملت‌های کارائیب است که مستعمره انگلیس بوده یا هستند، از جمله جامائیکا، بلیز، جزایر کیمن و… اگرچه مهاجرتهای اخیر مستیزوها تأثیر زیادی بر نسل جوان داشته‌است، با این حال شمار روزافزونی از مردم دوزبانه هستند یا اینکه فقط به زبان اسپانیایی تکلم می‌کنند.
در سواحل شرقی، به سبب تأثیری که آفریقا بر آن داشته، نوع متفاوتی از موسیقی وجود دارد. موسیقی و رقص پاپ موسوم به «پالو دی مایو» یا مایپول در فستیوال مایپول در طول ماه مه میلادی در جشن‌ها نواخته می‌شود. این موسیقی ریتم تندی داشته و شهوت‌انگیز است. این جشن از جشن مایپول بریتانیا که به مناسبت روز می در آنجا برگزار می‌شود، نشات گرفته و توسط آفرو- نیکاراگوئه‌ای‌های ساکن کارائیب یا سواحل موسکیتو با ایجاد تغییراتی به منطقه منتقل شده‌است. بسیاری از جوامع مردمی شرق هنوز از زبان‌های بومی خود استفاده می‌کنند که از آن میان می‌توان به مهم‌ترین آنها؛ یعنی گروه‌های بومی میسکیتو، سوماً و راما اشاره کرد.
از میان فرهنگهایی که قبل از استعمار منطقه توسط اروپایی‌ها در منطقه وجود داشته، فرهنگ مردمی که به زبان ناهوآتل تکلم می‌کرده‌اند و در غرب کشور ساکن بوده‌اند، تا حدود زیادی جذب فرهنگ لاتین شده‌است. با این وجود، در شرق، گروه‌های بومی زیادی هستند که هویت خاص و متمایز خود را حفظ کرده‌اند. مردم میسکیتو، سوماً و راما هنوز هم به زبان اصلی خود تکلم می‌کنند و در کنار آن معمولاً از زبان‌های انگلیسی و فرانسوی نیز استفاده می‌کنند. جمعیت کوچک گاریفونا نیز علاوه بر استفاده از زبان‌های انگلیسی و اسپانیایی به زبان مخصوص خود؛ یعنی گاریفونا نیز تکلم می‌کنند.
روی‌هم‌رفته نزدیک ۹۰٪ مردم این کشور به زبان اسپانیایی تکلم می‌کنند. نیکاراگوئه‌ای‌ها از گویش اسپانیایی ایبرومری استفاده می‌کنند که نقاط اشتراکی با اسپانیایی مورد استفاده در ال سالوادور، گوآتمالا و هندوراس دارد. زبان اشاره نیکاراگوئه جذابیت خاصی برای زبان شناسان دارد.

## مذهب

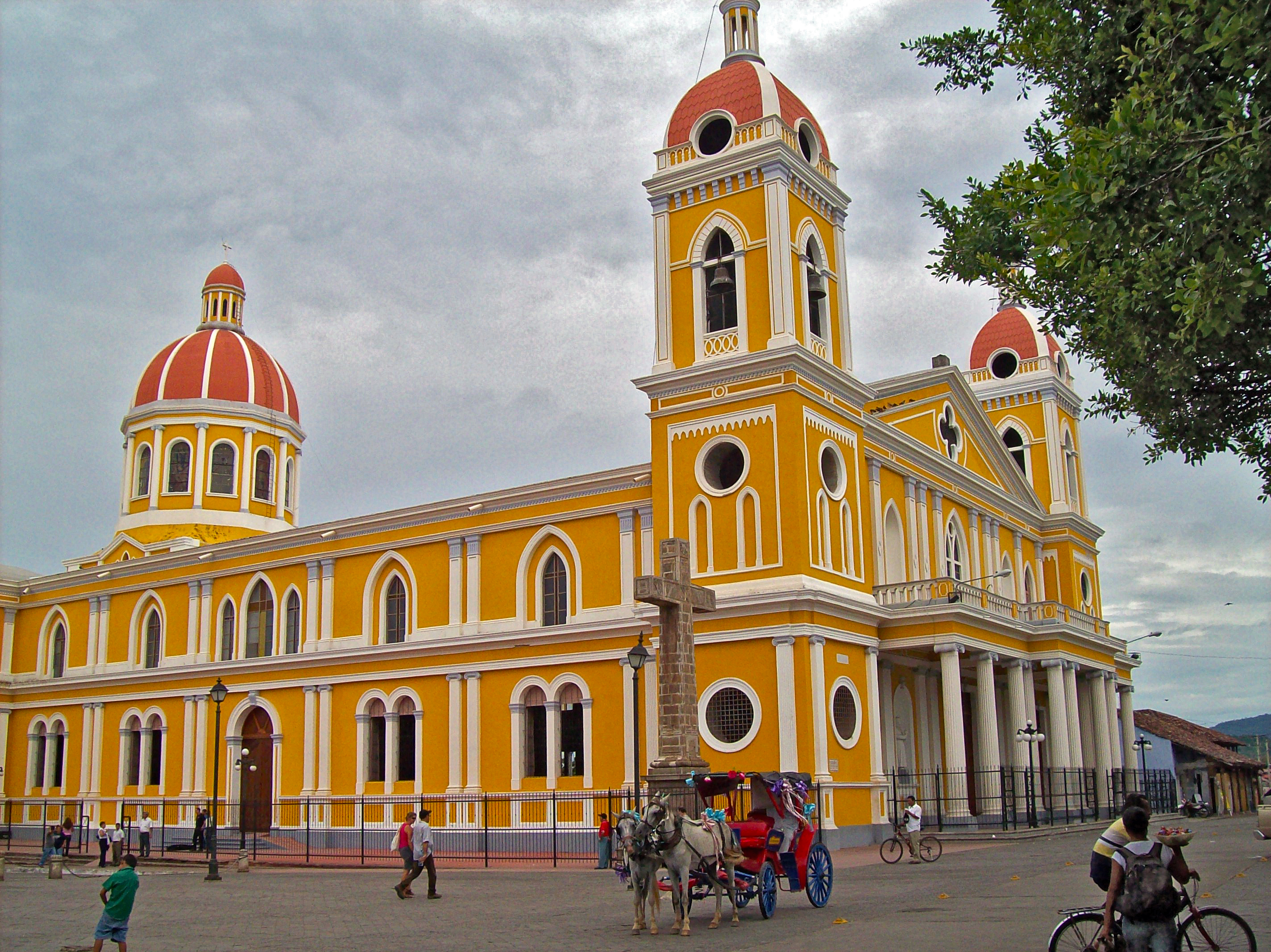
کلیسای جامع گرانادا

کاتولیک رومی مذهب اصلی این کشور است اما اخیراً گروه‌های پروتستان انجیلی در منطقه رشد کرده‌اند. در سواحل کارائیب جوامع افراطی پیرو کلیسای انگلیکان و مذهب موراویان وجود دارد. آماری که در سال ۱۹۹۵ گرفته شده، نشان می‌دهد که وابستگی مذهبی به شرح زیر بوده‌است: کاتولیک رومی ۹/۷۲٪، کلیسای انگلیکان ۱/۱۵٪، موراویان ۵/۱٪، کلیسای اسقف ۱/۰٪ و سایر مذاهب ۹/۱٪ بوده و میزان افراد غیر مذهبی نیز ۵/۸٪ بوده‌است.